# Volvo EX90
A Volvo EX90 a svéd Volvo autógyártó akkumulátoros elektromos SUV autótípusa. A sorozatgyártás 2024 júniusában kezdődött.

## Története
2022. november 9-én az elektromos meghajtású SUV-t Volvo XC90 formátumban mutatták be, bár kezdetben a meglévő igények miatt ezt továbbra is gyártják. Az EX90 is hasonlít a második generációs XC90-hez, és hozzá hasonlóan egy harmadik üléssort is kínál, összesen hét üléssel. 2023 áprilisában bemutatták a négyüléses luxusváltozatát, az EX90 Excellence-t.

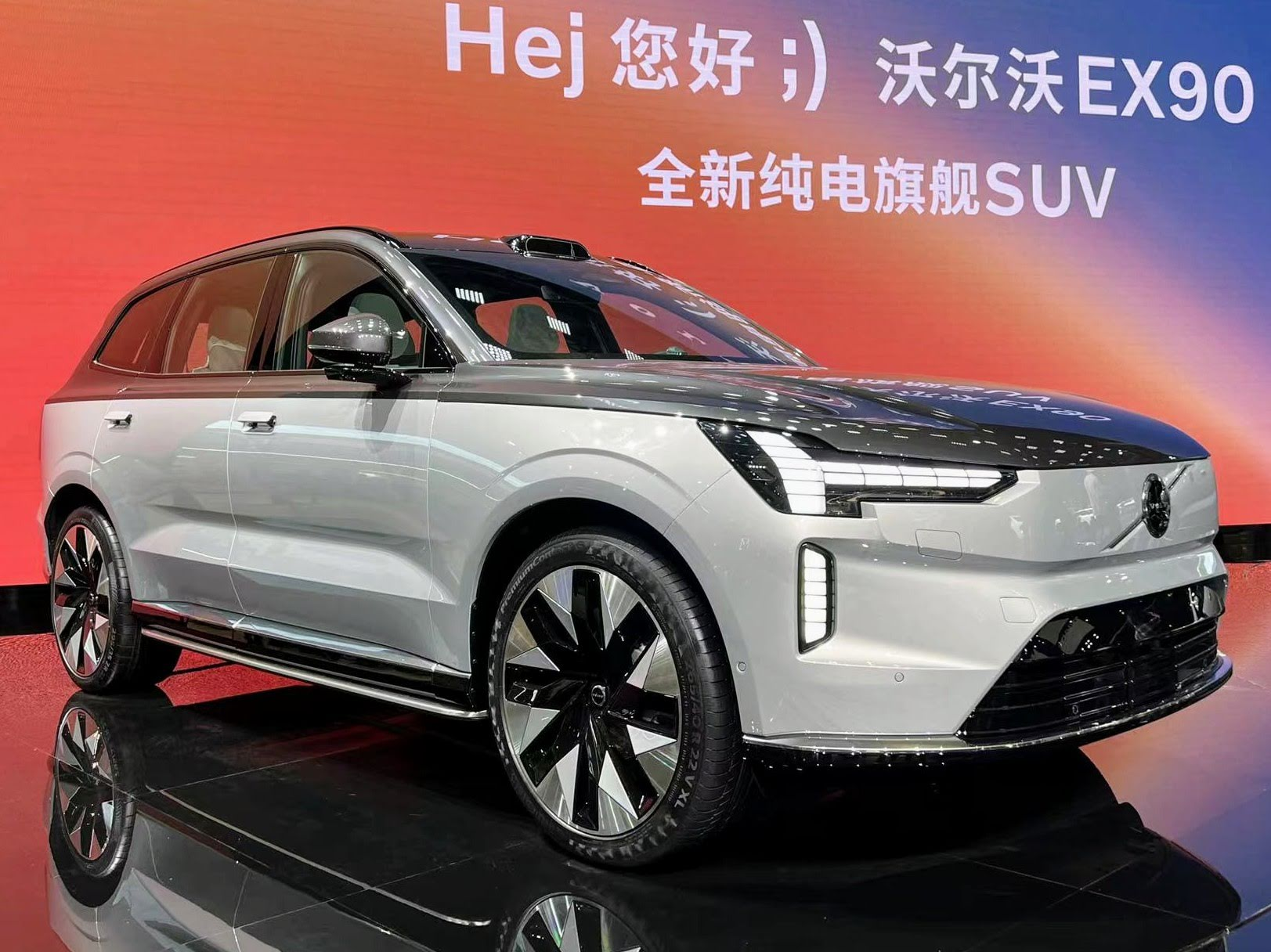
Volvo EX90 felszereltségi szintenKivaloság
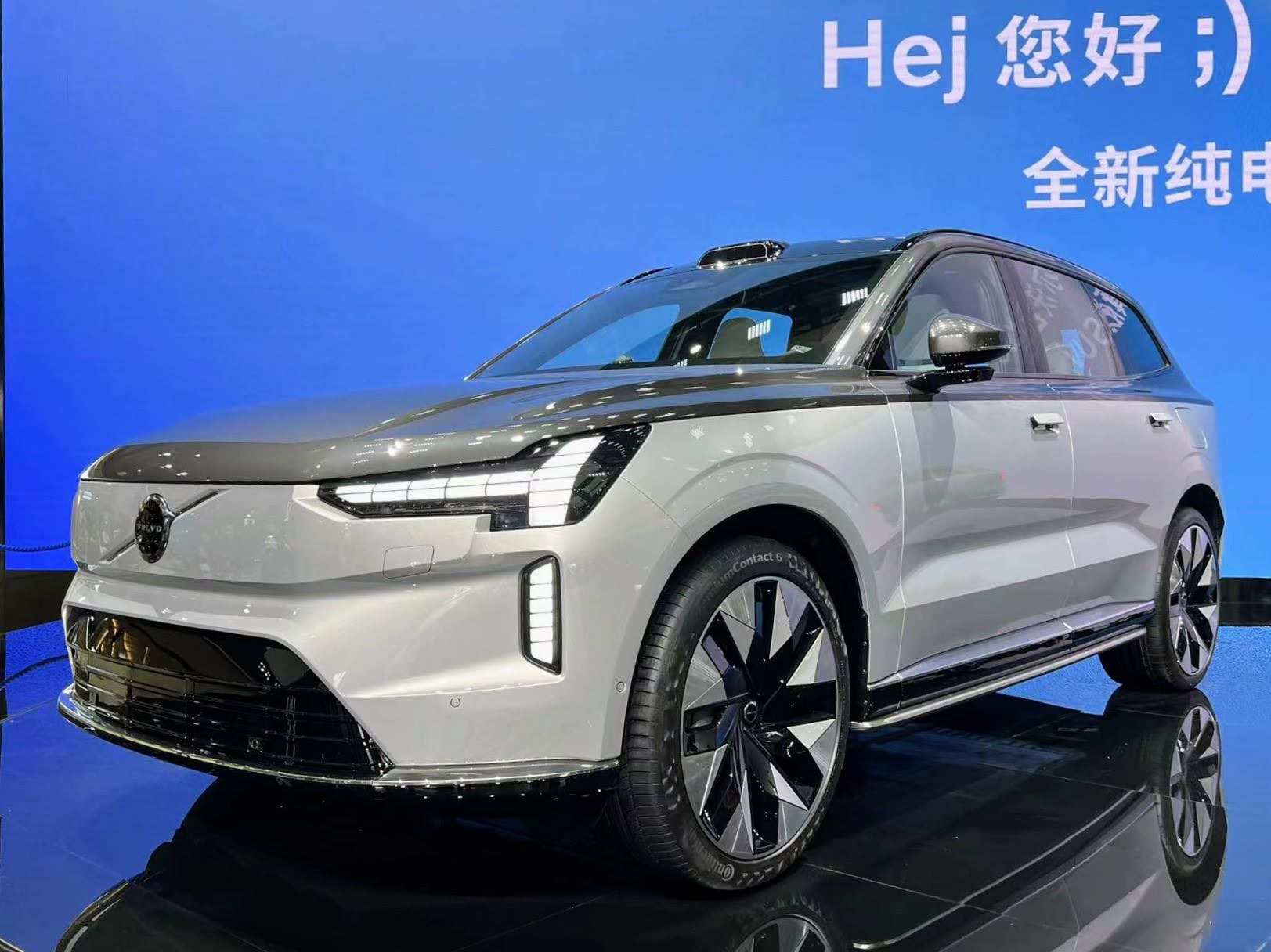
Elölnézetből
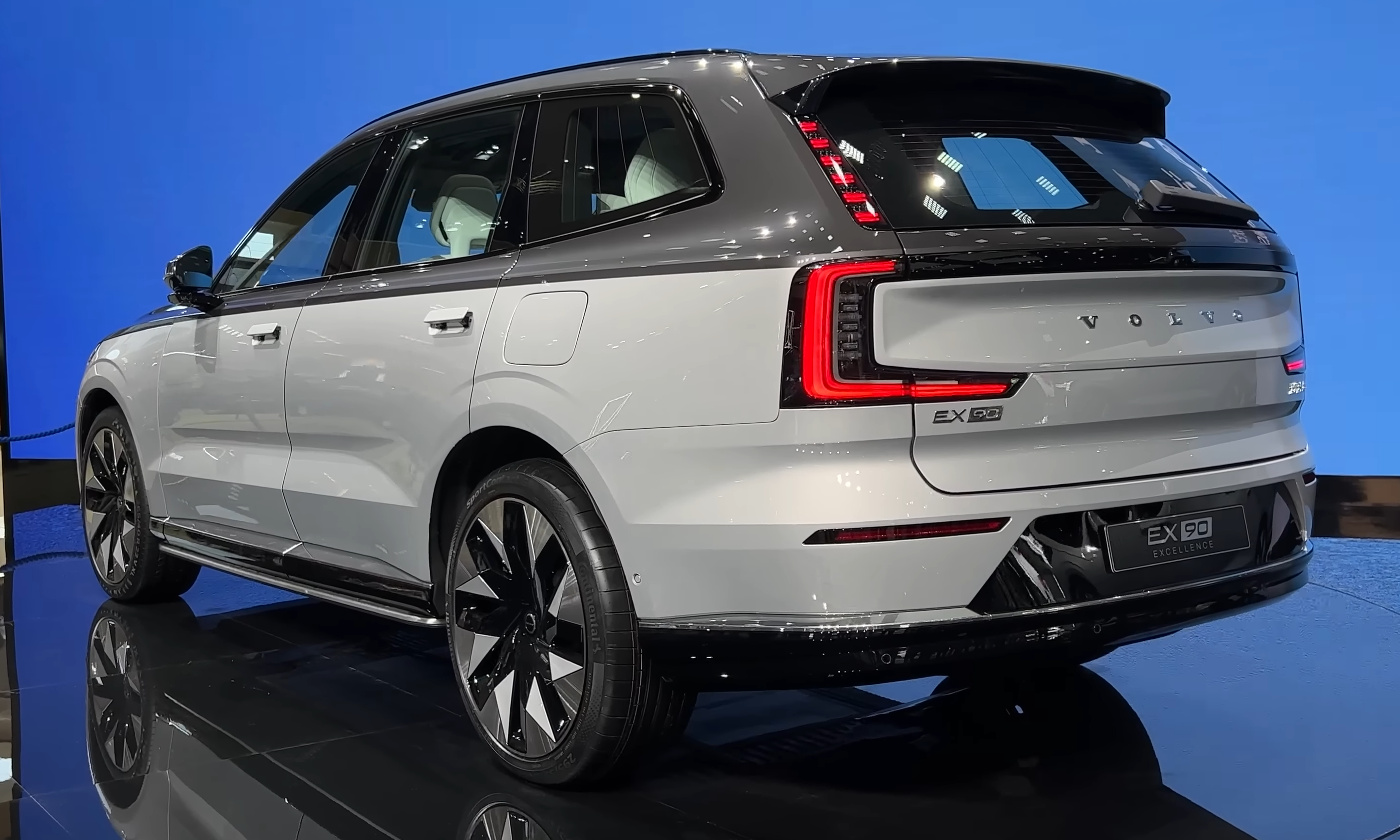
Hátulnézetből
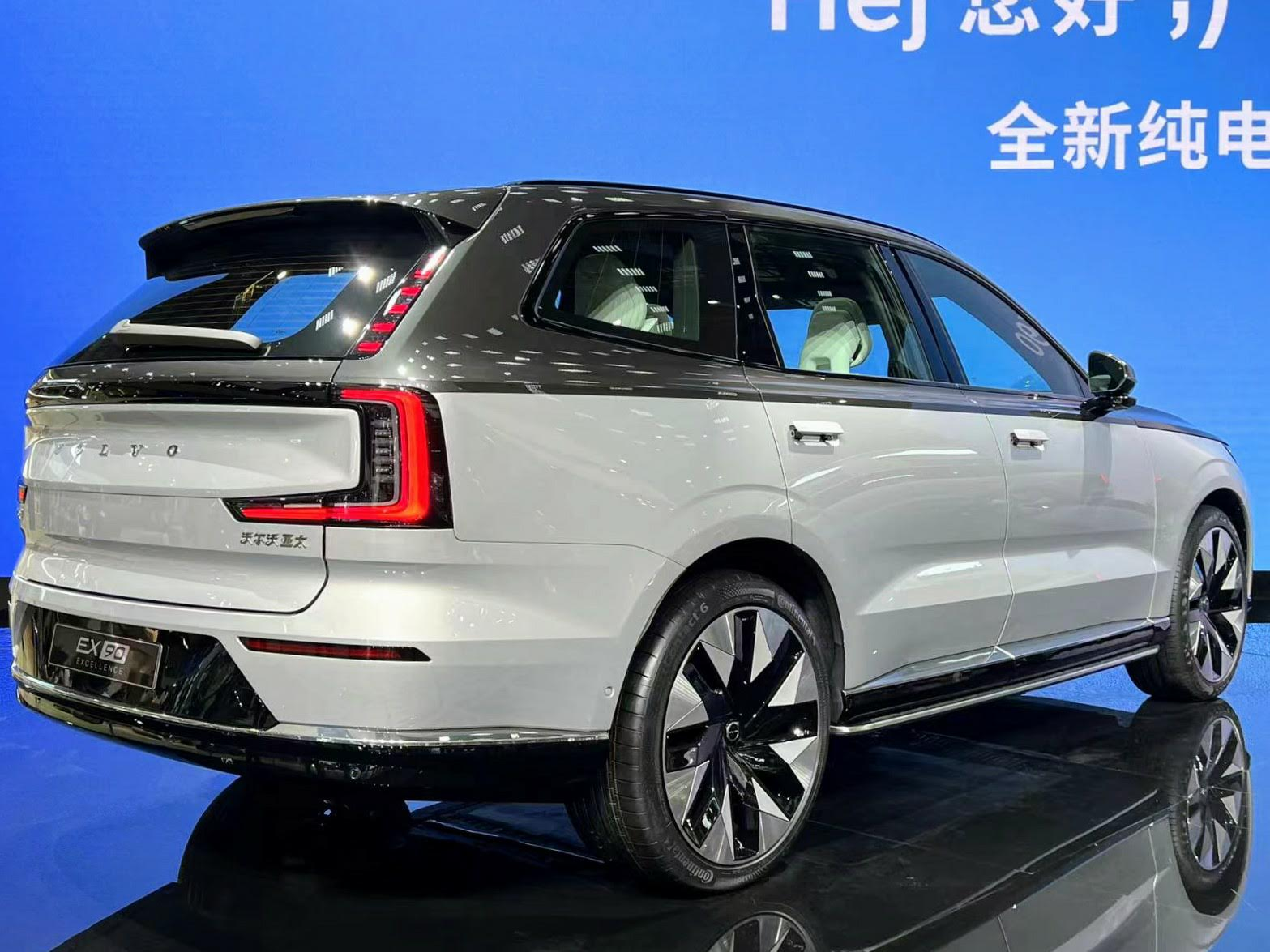
Hátulnézetből

## Technológia
A Polestar 3-hoz hasonlóan a Volvo EX90 is a Volvo SPA-II platformján (Scalable Product Architecture, az elektromos hajtások SPA platformjának továbbfejlesztése) alapul, és akár 111 kWh nagy meghajtó akkumulátor, melynek NMC cellái a CATL-ből származnak és a WLTP szabvány szerint kb. 600 km hatótávolságot tesz lehetővé (21,1 kWh 100 km-enként). Hosszabb és magasabb, mint az azonos tengelyolsággal rendelkező Polestar modell. Az EX90 összkerékhajtású állandó mágneses szinkronmotorokkal rendelkezik az első és a hátsó tengelyen, így a hátsó motor lecsatolható, amikor alacsony teljesítményigényre van szükség, mint a Polestar 3-ban. Légrugós felfüggesztéssel is fel van szerelve. 2024 januárjában mutatták be a hátsókerék-meghajtású változatot.
A három üléssorral a csomagtartó 310 literes űrtartalommal rendelkezik, a Frunk 37 literes. A Volvo Concept Recharge koncepciójárműben 2021 novemberében bemutatott lidar rendszert a tetőbe integrálták, és akár 250 m távolságból is képes felismerni a gyalogosokat. A funkció a megfelelő telepített számítási teljesítményből is adódik, aminek szintén lehetővé kell tennie az automatikus sávváltást már az elején.
A sima előlapon a márkától megszokott átlós vonal (a belső égésű motoros Vovo járművek hűtőrácsán) és a T-alakú nappali menetfény látható, amely Thor kalapácsának mintájára készült, és részben fel-le lendül, amikor modulokat használnak a tompított fényszóróhoz – és a távolsági fényszóró is bekapcsolható.
A gyártó információi szerint a jármű 15% újrahasznosított acél, 25% újrahasznosított alumínium és 48 kg újrahasznosított műanyagból és bioalapú anyagokból; a klímabarát műanyagtartalom tehát 15% körül van. AC töltés 11-nél kW 11 óra alatt tölti fel az EX90-et. A maximális töltési teljesítmény egyenárammal 250 kW. Az úgynevezett Plug & Charge technológia zökkenőmentes, teljesen automatikus töltési folyamatot tesz lehetővé további ellenőrzés nélkül, hanem előre tárolt fizetési információkat használ. 
A belső világításhoz 72, a természetes fényhez hasonló spektrumú LED-et használnak a kék komponens (SunLike LED) elnyomásával. Az infotainment ugyanúgy működik, mint a Polestarban 3 a Google LLC Android autóipari operációs rendszerével. Az 5G technológia ehhez és a vezeték nélküli frissítésekhez be van építve.

## Műszaki adatok
|                                 | Single Motor                            | Twin Motor AWD                                | Twin Motor Performance AWD                    |
| Gyártási időszak                | 2024-től                                | 2024-től                                      | 2024-től                                      |
| A motor jellemzői               |                                         |                                               |                                               |
| A motor típusa                  | 1 villanymotor (A hátsó tengelyen)      | 2 villanymotor (Az első és a hátsó tengelyen) | 2 villanymotor (Az első és a hátsó tengelyen) |
| Motorbauart                     | permanentmagneterregte Synchronmaschine | permanentmagneterregte Synchronmaschine       | permanentmagneterregte Synchronmaschine       |
| Max. teljesítmény               | 205 kW (279 PS)                         | 300 kW (408 PS)                               | 380 kW (517 PS)                               |
| Max. nyomaték                   | 490 Nm                                  | 770 Nm                                        | 910 Nm                                        |
| Erőátvitel                      |                                         |                                               |                                               |
| Meghajtás                       | Hátsókerék-meghajtás                    | Összkerékmeghajtás                            | Összkerékmeghajtás                            |
| Getriebe                        | Festes Übersetzungsverhältnis           | Festes Übersetzungsverhältnis                 | Festes Übersetzungsverhältnis                 |
| Akkumulátor                     |                                         |                                               |                                               |
| Zellchemie                      | NMC-Akkumulator                         | NMC-Akkumulator                               | NMC-Akkumulator                               |
| Aufbau                          | 400 V                                   | 400 V, 17 Module mit 204 Zellen               | 400 V, 17 Module mit 204 Zellen               |
| Energieinhalt, brutto / netto   | 104 kWh / 101 kWh                       | 111 kWh / 107 kWh                             | 111 kWh / 107 kWh                             |
| Max. töltési teljesítmény (AC)  | 11 kW                                   | 11 kW                                         | 11 kW                                         |
| Max. töltési teljesítmény (DC)  | 235 kW                                  | 250 kW                                        | 250 kW                                        |
| Messwerte                       |                                         |                                               |                                               |
| Saját tömeg                     | 2590–2637 kg                            | 2796–2811 kg                                  | 2796–2811 kg                                  |
| Max. hasznos teher              | 410–553 kg                              | 504–579 kg                                    | 504–579 kg                                    |
| Max. pótkocsi terhelhetőség     | 1200 kg                                 | 2200 kg                                       | 2200 kg                                       |
| Max. sebesség                   | 180 km/óra                              | 180 km/óra                                    | 180 km/óra                                    |
| Gyorsulás, 0–100 km/óra         | 8,4 mp                                  | 5,9 mp                                        | 4,9 mp                                        |
| Fogyasztás 100 km-enként (WLTP) | 19,9 kWh                                | 20,4 kWh                                      | 20,7 kWh                                      |
| Hatótávolság (WLTP)             | 580 km                                  | 600 km                                        | 590 km                                        |

## Fordítás
Ez a szócikk részben vagy egészben  a   Volvo EX90 című német Wikipédia-szócikk ezen változatának fordításán alapul.  Az eredeti cikk szerkesztőit annak laptörténete sorolja fel. Ez a jelzés csupán a megfogalmazás eredetét és a szerzői jogokat jelzi, nem szolgál a cikkben szereplő információk forrásmegjelöléseként.